# Auberives-sur-Varèze
Auberives-sur-Varèze és un municipi francès situat al departament de la Isèra i a la regió d'Alvèrnia-Roine-Alps. L'any 2007 tenia 1.418 habitants.

## Demografia

### Població
El 2007 la població de fet d'Auberives-sur-Varèze era de 1.418 persones. Hi havia 510 famílies de les quals 94 eren unipersonals (43 homes vivint sols i 51 dones vivint soles), 152 parelles sense fills, 210 parelles amb fills i 54 famílies monoparentals amb fills.
La població ha evolucionat segons el següent gràfic:
Habitants censats

### Habitatges
El 2007 hi havia 536 habitatges, 508 eren l'habitatge principal de la família, 4 eren segones residències i 24 estaven desocupats. 482 eren cases i 53 eren apartaments. Dels 508 habitatges principals, 388 estaven ocupats pels seus propietaris, 110 estaven llogats i ocupats pels llogaters i 11 estaven cedits a títol gratuït; 1 tenia una cambra, 10 en tenien dues, 53 en tenien tres, 168 en tenien quatre i 276 en tenien cinc o més. 429 habitatges disposaven pel capbaix d'una plaça de pàrquing. A 190 habitatges hi havia un automòbil i a 295 n'hi havia dos o més.

### Piràmide de població
La piràmide de població per edats i sexe el 2009 era:
| Homes | Edats   | Dones |
| ----- | ------- | ----- |
| 0     | 95 o +  | 0     |
| 4     | 90 a 94 | 0     |
| 4     | 85 a 89 | 8     |
| 0     | 80 a 84 | 4     |
| 24    | 75 a 79 | 12    |
| 4     | 70 a 74 | 8     |
| 32    | 65 a 69 | 24    |
| 24    | 60 a 64 | 44    |
| 16    | 55 a 59 | 8     |
| 48    | 50 a 54 | 44    |
| 44    | 45 a 49 | 40    |
| 48    | 40 a 44 | 52    |
| 32    | 35 a 39 | 52    |
| 48    | 30 a 34 | 44    |
| 44    | 25 a 29 | 48    |
| 36    | 20 a 24 | 44    |
| 40    | 15 a 19 | 40    |
| 40    | 10 a 14 | 40    |
| 60    | 5 a 9   | 36    |
| 52    | 0 a 4   | 20    |

## Economia
El 2007 la població en edat de treballar era de 923 persones, 698 eren actives i 225 eren inactives. De les 698 persones actives 633 estaven ocupades (345 homes i 288 dones) i 65 estaven aturades (23 homes i 42 dones). De les 225 persones inactives 63 estaven jubilades, 82 estaven estudiant i 80 estaven classificades com a «altres inactius».

### Ingressos
El 2009 a Auberives-sur-Varèze hi havia 521 unitats fiscals que integraven 1.458 persones, la mediana anual d'ingressos fiscals per persona era de 18.006 €.

### Activitats econòmiques
Dels 73 establiments que hi havia el 2007, 4 eren d'empreses extractives, 1 d'una empresa alimentària, 5 d'empreses de fabricació d'altres productes industrials, 24 d'empreses de construcció, 14 d'empreses de comerç i reparació d'automòbils, 2 d'empreses de transport, 3 d'empreses d'hostatgeria i restauració, 1 d'una empresa d'informació i comunicació, 2 d'empreses immobiliàries, 8 d'empreses de serveis, 5 d'entitats de l'administració pública i 4 d'empreses classificades com a «altres activitats de serveis».
Dels 29 establiments de servei als particulars que hi havia el 2009, 1 era una oficina de correu, 7 tallers de reparació d'automòbils i de material agrícola, 1 autoescola, 4 paletes, 2 guixaires pintors, 3 fusteries, 3 lampisteries, 3 electricistes, 1 empresa de construcció, 1 perruqueria, 2 restaurants i 1 saló de bellesa.
Dels 2 establiments comercials que hi havia el 2009, 1 era una fleca i 1 una botiga d'equipament de la llar.
L'any 2000 a Auberives-sur-Varèze hi havia 10 explotacions agrícoles que ocupaven un total de 140 hectàrees.

## Equipaments sanitaris i escolars
El 2009 hi havia 1 farmàcia i 1 ambulància.
El 2009 hi havia una escola elemental.

## Poblacions més properes
El següent diagrama mostra les poblacions més properes.